# Matacos megye
Matacos egy megye Argentína északi részén, Formosa tartományban. Székhelye Ingeniero Juárez.

## Népesség
A megye népessége a közelmúltban a következőképpen változott:
| Év   | Lakosság |
| ---- | -------- |
| 2001 | 12 040   |
| 2010 | 14 375   |